# Schustermühle

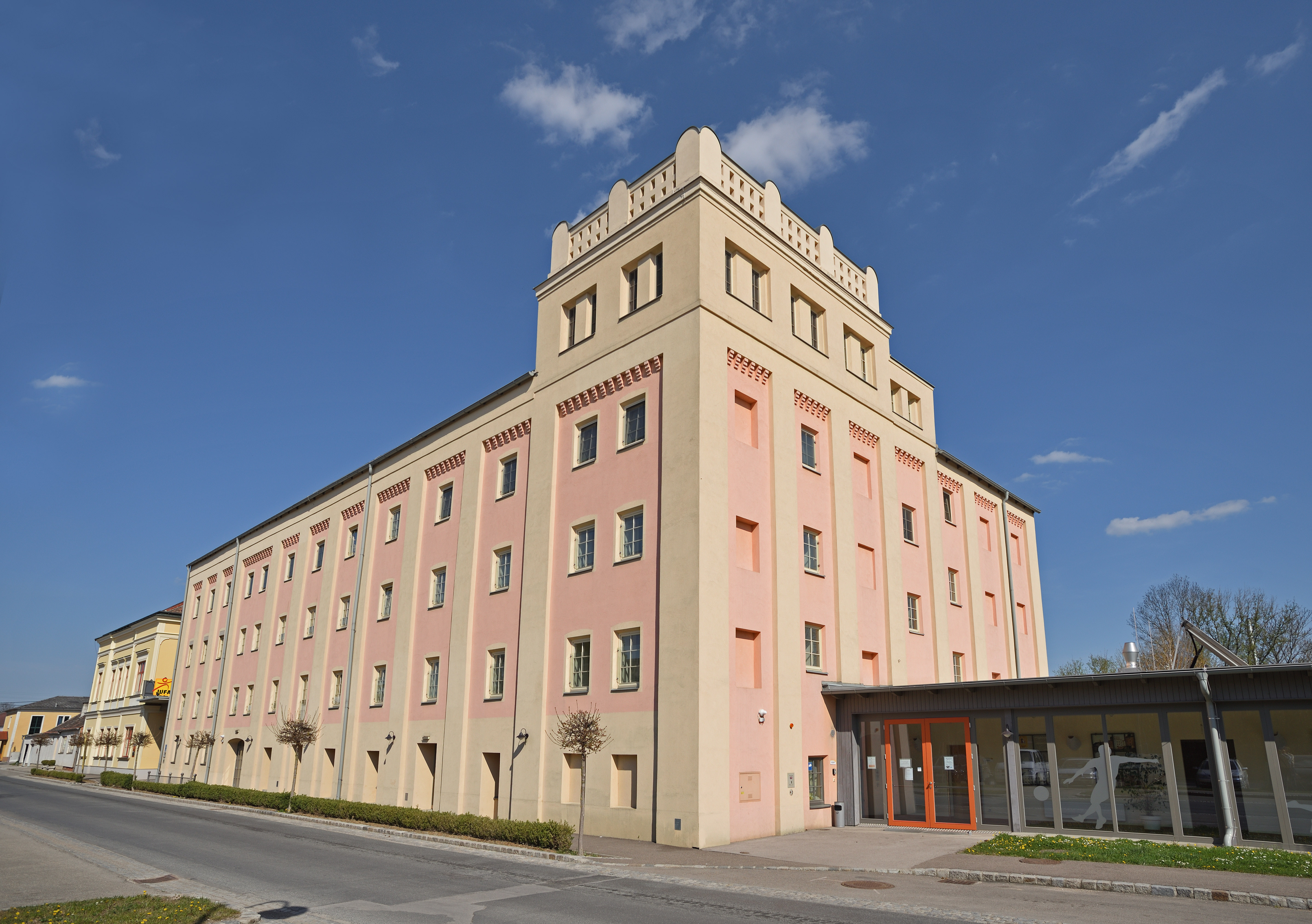
Die Schustermühle

Die Schustermühle (auch Kellermühle oder Eselsmühle) ist eine ehemalige Mühle in der Marktgemeinde Seefeld-Kadolz im Bezirk Hollabrunn in Niederösterreich. Das Bauwerk steht unter Denkmalschutz.

## Lagebeschreibung
Das Bauwerk südlich des Ortes befindet sich rechtsseitig des Seefelder Baches und wurde in den Jahren 1870–1873 von der Familie Keller als Dampfmühle errichtet.

## Geschichte
Die Eselsmühle wurde als letzte der Pulkautaler Mühlen in den Jahren 1870 bis 1873 durch die Familie Keller errichtet. Die Familie besaß bereits Mühlen in Znaim und Hödnitz Dampfmühlen. Die Mühle in Seefeld wurde von Sohn Franz Keller übernommen. Die Mühle war sehr großzügig konzipiert und wurde durch eine 90 PS starke Schiebesteuermaschine, mit auf einer Seite liegenden Hoch- und Niederdruckzylindern sowie Kondensator, angetrieben. 1890 wurde ein zweiter Zylinder montiert und die  Maschine auf eine Leistung von 180 PS gebracht. 1899 wurde das Wohngebäude errichtet und das Mühlengebäude aufgestockt. 1909 übernahm die Firma Nemelka aus Wien-Favoriten den Betrieb der Mühle. Die Mühle wurde abermals aufgestockt und neu eingerichtet. Durch den Ausbau konnten 40 Tonnen Getreide in 24 Stunden verarbeitet werden. Die Dampfmaschine wurde 1950 demontiert. In weiterer Folge wurde die Mühle elektrisch betrieben. Nach Einstellung des Betriebes Anfang der 1990er Jahre erwarb die Gemeinde die gesamte Anlage und überließ sie dem Verein Kulturzentrum Esel-Mühle, der das Bauwerk kulturell bespielte. Heute wird die Mühle als Hotel genutzt.